# メロラ・ハーディン
メロラ・ハーディン（Melora Hardin, 1967年6月29日 - ）は、アメリカ合衆国出身の女優である。

## 人物
父親は『Xファイル』のディープ・スロート役で知られるジェリー・ハーディン。
映画『バック・トゥ・ザ・フューチャー』で、主人公の恋人役として起用されたが、主演がエリック・ストルツからマイケル・J・フォックスに交代した際に、併せて降板することとなった。

## 出演作品

### テレビ
- CSI:マイアミ
- 名探偵モンク（トゥルーディ）
- ギルモア・ガールズ
- ボストン・リーガル
- タイムマシーンにお願い
- The Office /ジ・オフィス (ジャン・レビンソン)
- THE BLACKLIST/ブラックリストシーズン4(イザベラ・ストーン)
- NYガールズ・ダイアリー 大胆不敵な私たち（ジャクリーン・カーライル）

### 映画
- 彼女に首ったけ!（メアリー・アンドリュース）
- ハンナ・モンタナ／ザ・ムービー（ローレライ）
- セブンティーン・アゲイン（ジェーン・マスターソン校長）
- 幸せになるための27のドレス
- デスバーガー
- 鉄板スポーツ伝説（バーブ・フィールズ）
- ホット・チック
- ホーンテッド・ホテル
- 目撃（クリスティ・サリヴァン）
- シークレット・ミッション
- レックレス・ケリー/向こうみずで行こう!
- ロケッティア
- ランバダ/青春に燃えて
- 屋根うらの怪人/キャンパスの春は大椿事!
- ミスター・ソウルマン
- アイアン・イーグル（ケイティ）